# 생캉탱 아롱디스망
생캉탱 아롱디스망(프랑스어: Arrondissement de Saint-Quentin)은 프랑스 오드프랑스 엔주의 아롱디스망이다. 총 126개 코뮌이 속해 있다. 인구는 128,958명(2016년), 면적은 1071.2km2이다.

## 관할 코뮌
생캉탱 아롱디스망이 관할하는 코뮌 목록과 각 코뮌의 INSEE 코드는 다음과 같다.
1. 알랭쿠르 (02009)
2. 아누아 (02019)
3. 아르탕 (02025)
4. 아티이 (02029)
5. 오방셸로부아 (02030)
6. 오비니요켄 (02032)
7. 보르부아 (02057)
8. 보부아장베르망두아 (02060)
9. 베키니 (02061)
10. 벨랑글리즈 (02063)
11. 벨리쿠르 (02065)
12. 브네 (02066)
13. 베르트니쿠르 (02075)
14. 보앵앙베르망두아 (02095)
15. 보니 (02100)
16. 브랑쿠르르그랑 (02112)
17. 브레생크리스토프 (02117)
18. 브리세슈아니 (02123)
19. 브리시아메지쿠르 (02124)
20. 카스트르 (02142)
21. 르카틀레 (02143)
22. 콜랭쿠르 (02144)
23. 세리지 (02149)
24. 샤티용쉬르우아즈 (02170)
25. 셰브레지몽소 (02184)
26. 클라스트르 (02199)
27. 콩트쿠르 (02214)
28. 크루아퐁솜 (02240)
29. 퀴니 (02246)
30. 다용 (02257)
31. 두시 (02270)
32. 뒤리 (02273)
33. 에시니르그랑 (02287)
34. 에시니르프티 (02288)
35. 에스트레 (02291)
36. 에타브제보키오 (02293)
37. 에트레이예르 (02296)
38. 파예 (02303)
39. 라페르테슈브레지(02306)
40. 피외렌 (02310)
41. 플라비르마르텔 (02315)
42. 플뤼키에르 (02317)
43. 퐁솜 (02319)
44. 퐁텐레클레르크 (02320)
45. 퐁텐노트르담 (02322)
46. 퐁텐위테르트 (02323)
47. 포레스트 (02327)
48. 프랑실리셀랑시 (02330)
49. 프레누아르그랑 (02334)
50. 고시 (02340)
51. 제르멘 (02343)
52. 지베르쿠르 (02345)
53. 구이 (02352)
54. 그리쿠르 (02355)
55. 그뤼지 (02359)
56. 아팡쿠르 (02367)
57. 아르지쿠르 (02370)
58. 아를리 (02371)
59. 이나쿠르 (02380)
60. 올농 (02382)
61. 옹블리에르 (02383)
62. 이탕쿠르 (02387)
63. 장쿠르 (02390)
64. 종쿠르 (02392)
65. 쥐시 (02397)
66. 랑시 (02402)
67. 르오쿠르 (02374)
68. 랑피르 (02417)
69. 레댕 (02420)
70. 르베르지 (02426)
71. 리퐁텐 (02446)
72. 마니라포스 (02451)
73. 메스미 (02452)
74. 마르시 (02459)
75. 메니유생로랑 (02481)
76. 메지에르쉬르우아즈 (02483)
77. 몽브르앵 (02500)
78. 몽도리니 (02503)
79. 몽트쿠르리즈롤 (02504)
80. 몽티니양오루에즈 (02511)
81. 모르쿠르 (02525)
82. 모이드렌 (02532)
83. 노루아 (02539)
84. 뇌빌생타망 (02549)
85. 뇌빌레트 (02552)
86. 올레지 (02570)
87. 오미시 (02571)
88. 오리니생트브누아트 (02575)
89. 파르프빌 (02592)
90. 피통 (02604)
91. 플레인셀브 (02605)
92. 퐁트뤼 (02614)
93. 퐁트뤼에 (02615)
94. 프레몽 (02618)
95. 라미쿠르 (02635)
96. 레니 (02636)
97. 르모쿠르 (02637)
98. 레미니 (02639)
99. 레낭사르 (02640)
100. 리브몽 (02648)
101. 루피 (02658)
102. 루브루아 (02659)
103. 생캉탱 (02691)
104. 생시몽 (02694)
105. 사비 (02702)
106. 세봉쿠르 (02703)
107. 세크아르 (02708)
108. 세랭 (02709)
109. 세로쿠르르그랑 (02710)
110. 세리레메지에르 (02717)
111. 시시 (02721)
112. 소메트오쿠르 (02726)
113. 쉬르퐁텐 (02732)
114. 테넬 (02741)
115. 트레프콩 (02747)
116. 튀니예퐁 (02752)
117. 위르빌레르 (02756)
118. 보장베르망두아 (02772)
119. 방델 (02774)
120. 방되유 (02775)
121. 방뒬 (02776)
122. 르베르기에르 (02782)
123. 베르망 (02785)
124. 빌레 (02808)
125. 빌레르사크 (02813)
126. 빌레르생크리스토프 (02815)

## 역사
생캉탱 아롱디스망은 1800년에 신설되었다.
2015년 발효된 프랑스 캉통 체계 개편으로, 캉통의 경계는 아롱디스망과는 관련이 없게 되었다. 2015년 1월 현재 생캉탱 아롱디스망에 걸쳐 있는 캉통은 다음과 같다.
1. 보앵앙베르망두아 캉통
2. 르카틀레 캉통
3. 모이드렌 캉통
4. 리브몽 캉통
5. 생캉탱상트르 캉통
6. 생캉탱노르 캉통
7. 생캉탱쉬드 캉통
8. 생시몽 캉통
9. 베르망 캉통